# 自由委员会
自由委员会（義大利語：Comita Libertà）是圣马力诺历史上的一个政党联盟。

## 历史
该联盟由圣马力诺社会党和圣马力诺共产党组成，与由圣马力诺天主教民主党和圣马力诺民主社会党组成的人民联盟对立。在1945年圣马力诺大选中，自由委员会赢得大议会60个席位中的40个。在1949年圣马力诺大选中，该联盟的席位减少到35个。在1951年圣马力诺大选中，该联盟仍保持了31个席位的多数。
该联盟在1955年圣马力诺大选前正式解散，但圣马力诺社会党和圣马力诺共产党继续合作，他们的非正式联盟仍被称为“自由委员会”。1957年，圣马力诺社会党的6名议员退党，并与社会民主党联合成立圣马力诺独立民主社会党，引发“罗韦雷塔事件”，迫使“自由委员会”政府下台。1973年3月，圣马力诺社会党和圣马力诺共产党的合作中止，当时圣马力诺社会党加入圣马力诺天主教民主党领导的联合政府。1977年，由于圣马力诺天主教民主党不同意圣马力诺共产党加入联合政府，圣马力诺社会党停止与圣马力诺天主教民主党合作。1978年，圣马力诺社会党、圣马力诺共产党和统一社会党组成执政联盟。1986年，腐败丑闻严重冲击圣马力诺社会党，圣马力诺共产党出人意料地转而与圣马力诺天主教民主党组成联盟继续执政，直到1992年（1990年，圣马力诺共产党改组为圣马力诺民主进步党）。